# 诺基亚3位数系列
諾基亞3位數系列是由微軟移動（昔日由諾基亞）開發的一系列功能手機和智能手机。一般定位于發展中市場。

## 歷史

### 諾基亞
諾基亞最初為瞄準發展中市場而推出的低端裝置品牌，但該系列最初主要是搭載Symbian作業系統的智能手機，Symbian開發在2011年十月中止。Symbian沒落后，諾基亞開始完全使用S30，S30+和S40平台并搭載其功能手機上。

### 微軟
2014年微軟完成收購諾基亞裝置與服務部門之後，他們繼續開發并銷售諾基亞功能手機，但決定中止S40改支持S30+。隨著較新裝置的發佈，微軟開始將其服務添加到操作系统，如Bing，MSN天氣和GroupMe.

### HMD Global
HMD Global完成了从微软的收购，并在2016年年底开始制造诺基亚品牌的手机。

## 裝置列表

### 運行諾基亞Series 30的手機
- 諾基亞100[10]
- 諾基亞101[11]
- 諾基亞103[12]
- 諾基亞105[13]
- 諾基亞106[14]
- 諾基亞107[15]

### 運行諾基亞Series 30+的手機
- 諾基亞105[16]
- 諾基亞108[17]
- 諾基亞130[18]
- 諾基亞150[19]
- 諾基亞215[20]
- 諾基亞220[21]
- 諾基亞222[22]
- 諾基亞225[23]
- 諾基亞230[24]
- 諾基亞230雙卡雙待[25]

### 運行諾基亞Series 40的手機
- 諾基亞109[26]
- 諾基亞110[27]
- 諾基亞111[28]
- 諾基亞112[29]
- 諾基亞113[30]
- 諾基亞114[31]
- 諾基亞206[32]
- 諾基亞207[33]
- 諾基亞208[34]
- 諾基亞301[35]
- 諾基亞515[36]

### 運行塞班的手機
- 諾基亞500[37]
- 諾基亞603[38]
- 諾基亞700[39]
- 諾基亞701[40]
- 諾基亞808 PureView[41]

## 額外鏈接
- 官方網站（页面存档备份，存于）